# Terra da Rainha Maud
Terra da Rainha Maud (em norueguês:  Dronning Maud Land) é uma região de aproximadamente 2 500 000 quilômetros quadrados na Antártida reivindicada pela Noruega como território dependente. Faz fronteira com o reivindicado Território Antártico Britânico 20° a oeste e com o Território Antártico Australiano 45° a leste. Além disso, uma pequena área não reclamada de 1939 foi anexada em junho de 2015. Posicionado na Antártica Oriental, ocupa cerca de um quinto do continente e recebeu o nome da rainha norueguesa Maud de Gales (1869–1938).
Em 1930, o norueguês Hjalmar Riiser-Larsen foi a primeira pessoa conhecida a pisar no território. Em 14 de janeiro de 1939, o território foi reivindicado pela Noruega. Em 23 de junho de 1961, a Terra Rainha Maud tornou-se parte do Sistema do Tratado da Antártica, tornando-a uma zona desmilitarizada. É uma das duas reivindicações antárticas feitas pela Noruega, sendo a outra a Ilha Pedro I. Eles são administrados pelo Departamento de Assuntos Polares do Ministério Norueguês da Justiça e Segurança Pública em Oslo.
A maior parte do território é coberta pela camada de gelo da Antártida Oriental, e uma alta parede de gelo se estende por toda a sua costa. Em algumas áreas mais distantes do manto de gelo, cadeias de montanhas rompem o gelo, permitindo a reprodução de pássaros e o crescimento de uma flora limitada. A região é dividida em, de oeste para leste, Costa Princesa Martha, Costa Princesa Astrid, Costa Princesa Ragnhild, Costa Príncipe Harald e Costa Príncipe Olav:
Não existe população permanente, embora existam 12 estações de investigação activas que albergam um máximo de cerca de 40 cientistas, sendo que os números variam consoante a época do ano. Seis estão ocupadas durante todo o ano, enquanto as restantes são estações sazonais de verão. Os principais aeródromos para voos intercontinentais, correspondentes  com a Cidade do Cabo, na África do Sul, são o Aeródromo Troll, próximo à estação de pesquisa norueguesa Troll, e uma pista na estação russa Novolazarevskaya.

## Cultura popular
Queen Maud Land é apresentada no videogame Battlefield 2042 de 2021 como cenário do mapa multijogador Breakaway.

Um grupo pop norueguês é conhecido como Dronning Mauds Land [no], que se traduz em Terra da Rainha Maud.